# Mike Mills (reżyser)
Mike Mills (ur. 20 marca 1966 w Berkeley) – amerykański reżyser i scenarzysta filmowy, a także grafik.

## Filmografia
- 1999 – Air: Eating, Sleeping, Waiting and Playing – dokumentalny
- 2005 – Rodzinka (Thumbsucker)
- 2007 – Does Your Soul Have A Cold? – dokumentalny
- 2010 – Debiutanci (Beginners)
- 2016 – Kobiety i XX wiek (20th Century Women)[1]
- 2021 – C’mon C’mon[2]

## Nagrody i nominacje
- 2011 – Nagroda Gotham(inne języki) – Najlepszy film fabularny Debiutanci (2010)
- 2011 – 26. ceremonia wręczenia Independent Spirit Awards Debiutanci (2010)
  - nominacja: najlepszy reżyser – Mike Mills
  - nominacja: najlepszy scenariusz – Mike Mills
- 2022 – Nagroda Stowarzyszenia Krytyków Filmowych z San Francisco (SFBAFCC) – Najlepszy scenariusz oryginalny C’mon C’mon (2021)